# Soso Matiashvili
Pas d'image ? Cliquez ici

a Compétitions nationales et continentales officielles uniquement.

b Matchs officiels uniquement.
Dernière mise à jour le 30 novembre 2024.
Soso Matiashvili, né le 27 janvier 1993 à Tbilissi (Géorgie), est un joueur international géorgien de rugby à XV et international de rugby à sept. Il évolue aux postes d'arrière ou d'ailier.

## Biographie
Soso Matiashvili naît le 27 janvier 1993 à Tbilissi en Géorgie.
En mars 2017, il connaît sa première cape internationale avec l'équipe de Géorgie contre l'Espagne dans le cadre du Championnat d'Europe. Au moins de novembre 2017, il inscrit 34 points (deux essais, cinq transformations et quatre pénalités) lors de la victoire 54 à 22 des Géorgiens contre le Canada.
Début septembre 2019, il est sélectionné pour la Coupe du monde au Japon.